# Trade It All
Trade It All é o primeiro álbum do cantor e ator Orlando Brown, o Ed do seriado That's So Raven. Foi lançado em 10 de outubro de 2006 pela gravadora Up One Entertainment.

## Lista de faixas
1. "Intro: Close to My Heart"
2. "Girlfriend"
3. "Think About It"
4. "I Can't Live Without U"
5. "Love U"
6. "Whisper"
7. "Trade It All"
8. "I'm Ready"
9. "Johnny Rage"
10. "Baby You Should Stay"
11. "Real Man"
12. "Emit"
13. "Would It Go Away"
14. "Close to My Heart"